# 韓志正

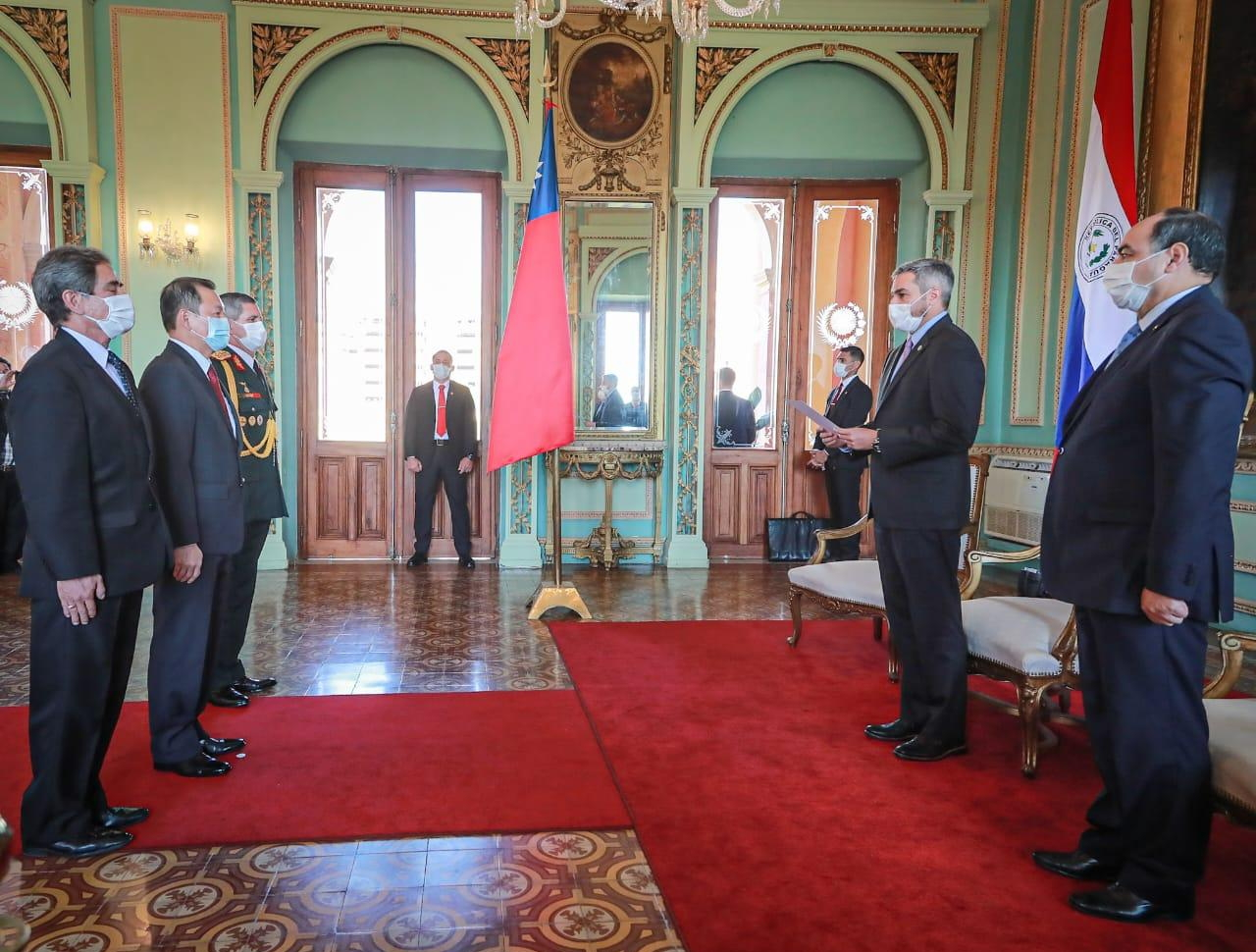
2020年6月2日，韓志正（左二）向巴拉圭總統阿布鐸（右二）呈遞到任国书。

韓志正，中華民國外交官。東海大學國際貿易學系學士畢業，曾任駐巴拿馬大使館二等秘書、駐哥斯大黎加大使館／駐多明尼加大使館一等秘書、駐宏都拉斯大使館參事、外交部拉丁美洲及加勒比海司副司長、駐哥倫比亞臺北商務辦事處公使銜代表等職務，現任駐巴拉圭大使。

## 職業生涯
2020年4月，中華民國駐巴拉圭大使周麟被召回，傳出任內與反對派領袖接觸導致執政黨政府高層不滿，引發兩國邦交不穩的聯想。5月，外交部公告駐哥倫比亞代表韓志正為新任駐巴拉圭大使。並重申，周麟與韓志正的調動是屬於駐外人員的正常輪調，兩國邦誼穩固友好。